# Barbara Nascimbene
Barbara Nascimbene, all'anagrafe Barbara Nascimben (Roma, 28 settembre 1958 – Roma, 17 settembre 2018), è stata un'attrice italiana, attiva principalmente tra la seconda metà degli anni settanta e la prima metà degli anni novanta.

## Biografia
Figlia del compositore e direttore d'orchestra Sergio Nascimbene, comincia giovanissima la carriera di attrice con L'esorciccio (1975) di Ciccio Ingrassia, che la vede interpretare la parodia di Linda Blair ne L'esorcista.
Sul set de Il garofano rosso (1976) di Luigi Faccini conosce Miguel Bosé, con cui ha una breve storia d'amore. Nello stesso anno si ritira temporaneamente dalle scene e si sposa con un giovane imprenditore, da cui ha due figlie.
Dopo la separazione dal marito, la sua carriera riparte apparendo in Identificazione di una donna (1982) di Michelangelo Antonioni.
Prende poi parte agli sceneggiati Nata d'amore (1984), durante le cui riprese inizia la sua relazione sentimentale con Massimo Ranieri e con il quale si aggiudica l'Oscar TV, e I due prigionieri (1985), che le vale il Premio Positano.
In seguito decide di diradare nuovamente l'attività di attrice per dedicarsi alla propria vita privata, fatta eccezione per la partecipazione alle serie televisive Il ricatto (1989), due anni prima di chiudere la sua relazione con il protagonista Massimo Ranieri, e L'ispettore Sarti (1994), sia pur per un solo episodio.
Affascinata dal lavoro dietro la macchina da presa, successivamente affianca come aiuto regista Giancarlo Scarchilli ne I fobici (1999) e Luca Biglione in Elena '83 (2000).
Dal 2001 alla morte, si è dedicata all'informatica, creando una società attiva nel campo del software e della comunicazione web.
È morta all'ospedale San Camillo di Roma, dopo una breve malattia.

## Filmografia

### Cinema
- L'esorciccio, regia di Ciccio Ingrassia (1975)
- La padrona è servita, regia di Mario Lanfranchi (1976)
- Garofano rosso, regia di Luigi Faccini (1976)

### Televisione
- Nata d'amore, regia di Duccio Tessari – miniserie TV, 3 episodi (1984)
- I due prigionieri, regia di Anton Giulio Majano – film TV (1985)
- Il ricatto, regia di Tonino Valerii, Ruggero Deodato e Vittorio De Sisti – miniserie TV, 5 episodi (1989)
- L'ispettore Sarti – serie TV, episodio 2x02 (1994)